# NH Chess Tournament 2008
NH Chess Tournament was een schaaktoernooi dat gespeeld werd van 20 tot en met 30 augustus 2008. Het toernooi werd gesponsord door NH Hoteles en gespeeld in het NH Hotel in Amsterdam, Hotel Krasnapolsky. Het toernooi werd voor de derde keer georganiseerd.

## Algemeen
Tijdens het NH Chess Tournament nemen vijf ervaren, oudere schakers (het zogeheten Experience Team) het in een Scheveningen-systeem op tegen jong talent (de Rising Stars). Iedere speler van het ene team neemt het twee keer op tegen elke speler van het andere team. In totaal speelt iedereen 10 partijen.
Het toernooi is een invitatietoernooi. Dat wil zeggen dat alleen deelnemers die door de organisatie een uitnodiging hebben gekregen, mogen meedoen aan het toernooi. Het speeltempo van de partijen is 40 zetten in 120 minuten, plus 30 minuten extra tijd met een toevoeging van 30 seconden per zet.
De beloftes wonnen, net als de voorgaande edities, het toernooi. Ditmaal waren de cijfers groter dan andere jaren: 33½ - 16½. Wang Yue won individueel het toernooi met 8½ punt en kwalificeerde zich daarmee Amber Rapid and Blindfold Chess Tournament in Monaco.

## Deelnemers
| Deelnemer           | Land        | FIDE-rating |
| ------------------- | ----------- | ----------- |
| Jevgeni Barejev     | Rusland     | 2655        |
| Viktor Kortsjnoj    | Zwitserland | 2602        |
| Artur Joesoepov     | Duitsland   | 2587        |
| Simen Agdestein     | Noorwegen   | 2583        |
| Ljubomir Ljubojević | Servië      | 2555        |
| Wang Yue            | China       | 2704        |
| Ivan Tsjeparinov    | Bulgarije   | 2687        |
| Fabiano Caruana     | Italië      | 2630        |
| Daniël Stellwagen   | Nederland   | 2616        |
| Erwin l'Ami         | Nederland   | 2610        |

## Uitslag
| Experience Team     | Score | Rising Stars      | Score |
| ------------------- | ----- | ----------------- | ----- |
| Simen Agdestein     | 4     | Wang Yue          | 8½    |
| Jevgeni Barejev     | 4     | Ivan Tsjeparinov  | 7½    |
| Ljubomir Ljubojević | 3½    | Fabiano Caruana   | 6½    |
| Artoer Joesoepov    | 2½    | Erwin l’Ami       | 6     |
| Viktor Kortschnoi   | 2½    | Daniël Stellwagen | 5     |
| Totaal              | 16½   | Totaal:           | 33½   |